# Tekarakan Village
Tekarakan Village är en ort i Kiribati.   Den ligger i örådet Marakei och ögruppen Gilbertöarna, i den norra delen av landet, 80 km norr om huvudstaden Tarawa. Tekarakan Village ligger 7 meter över havet och antalet invånare är 362.
Terrängen runt Tekarakan Village är mycket platt.  Närmaste större samhälle är Rawannawi Village, 6,9 km norr om Tekarakan Village. 